# Adventure Comics
Adventure Comics, amerikansk serietidning från DC Comics, som publicerades från 1938 till 1983. Tidningen innehöll i början blandade äventyrsserier, men fokus hamnade tidigt på superhjältar. Här fanns serier som "Sandman", "Starman", "Manhunter", "Stålpojken" ("Superboy"), "Rymdens hjältar" ("Legion of Super-heroes"), "Stålflickan" ("Supergirl"), "Black Orchid", "Spectre", "Vattenmannen" ("Aquaman") och "Gummimannen" ("Plastic Man").